# Túnica de muchos colores

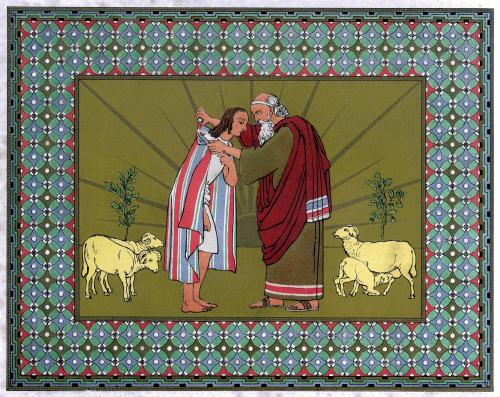
Jacob bendice a José y le da la túnica.

En la Biblia hebrea, la túnica de muchos colores ( en hebreo: כְּתֹנֶת פַּסִּים ketonet passim) es el nombre de la prenda de vestir que poseía José, la cual fue dada a él por su padre Jacob.

## Problema de la traducción
Según la versión de King James Version, en Génesis 37:3, se lee: «Ahora Israel amaba a José más que a todos sus hijos, porque era hijo de su vejez; y le hizo una túnica de muchos colores».

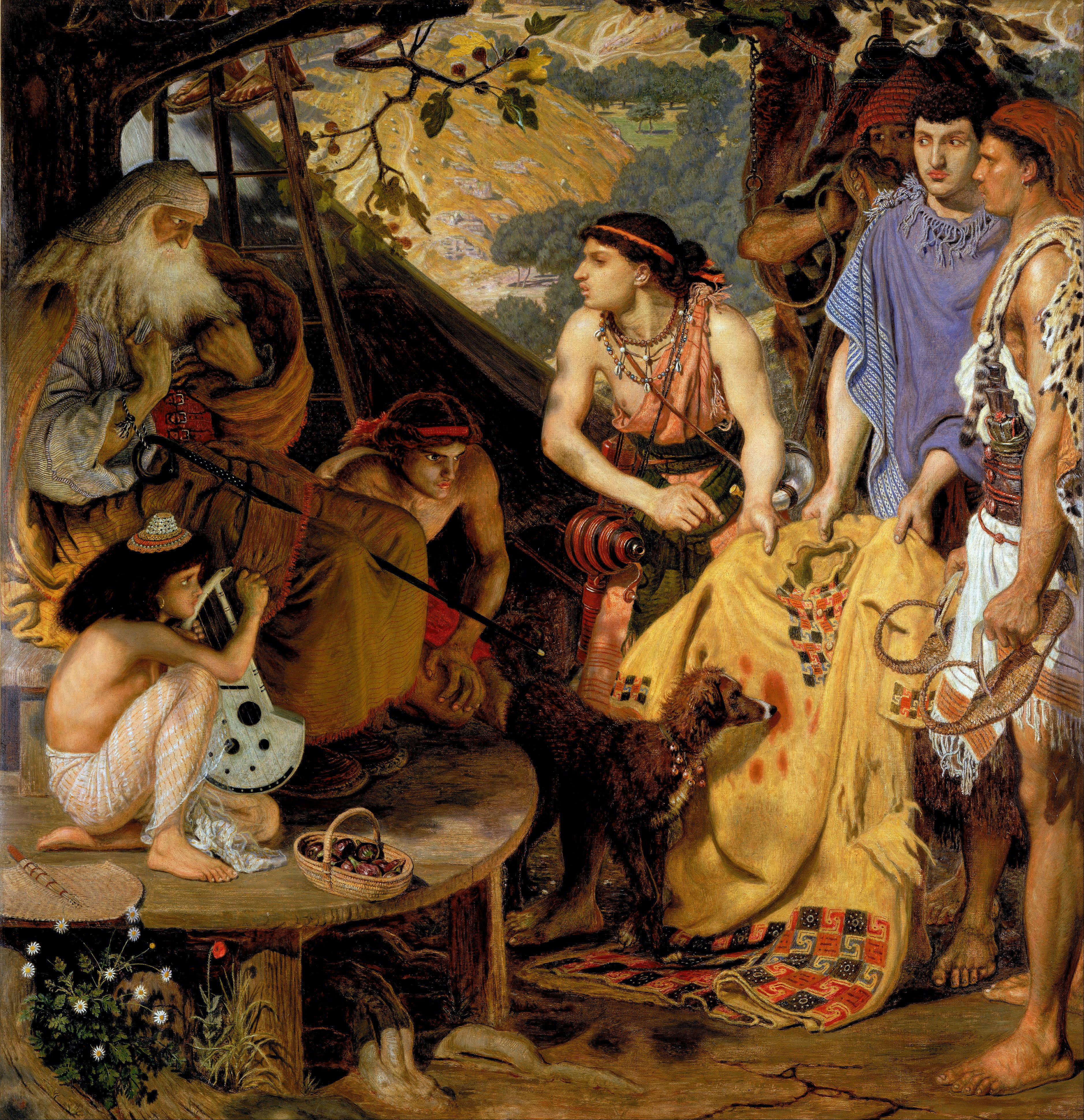
Ford Madox Brown, The Coat of Many Colours; algunos han sugerido que la frase puede significar simplemente una «túnica de mangas largas»

La traducción de la Septuaginta del pasaje, utiliza la palabra griega ποικίλος («poikilos»), que indica «muchos colores»; la versión de la Jewish Publication Society of America también emplea la frase «túnica de muchos colores». Por otro lado, la Versión Estándar Revisada traduce ketonet passim como «una túnica larga con mangas», mientras que la Nueva Versión Internacional señala las dificultades de traducción en una nota a pie de página, y la traduce como «una túnica ricamente ornamentada».
Aryeh Kaplan en The Living Torah, ofrece una serie de posibles explicaciones:
Kethoneth passim en hebreo. Era una vestimenta real; 2 Samuel 13:18 (cf. Ralbag ad loc.). La palabra passim puede ser traducida como «colorido» (Radak; Septuaginta), bordado (Abraham ben Meir ibn Ezra; Ibn Paquda; Nahmánides en Éxodo 28:2), a rayas (Abu Al-walid Marwan ibn Janah; Radak, Sherashim), o con dibujos  en el (Tárgum de Jonathan). También puede denotar una vestidura larga, que desciende hasta las palmas de las manos (Rashbam; Ibn Ezra; Tosafot; Génesis Rabá 84), y los pies (Lekaj Tov). Alternativamente, la palabra denota el material con el que se hizo la túnica, que era lana fina (Rashi) o seda (Ibn Jánaj). Por lo tanto, kethoneth passim, puede ser traducido como «una túnica de mangas completas», «una túnica de muchos colores», «una túnica que llega hasta los pies», «una túnica ornamentada», «una túnica de seda», o «un fino manto de lana».
James Swanson sugiere que la frase indica una «túnica o manto de diseño único para mostrar un favor o relación especial» y que «o bien la túnica era de manga muy larga y se extendía hasta los pies, o bien una túnica ricamente ornamentada de diseño de color especial o de hilo de oro, ambas ornamentadas y no aptas para trabajar».
La frase es usada una vez más en las Escrituras Hebreas, para describir la vestidura usada por Tamar (hija de David), en 2 Samuel 13:18-19.

## En Génesis

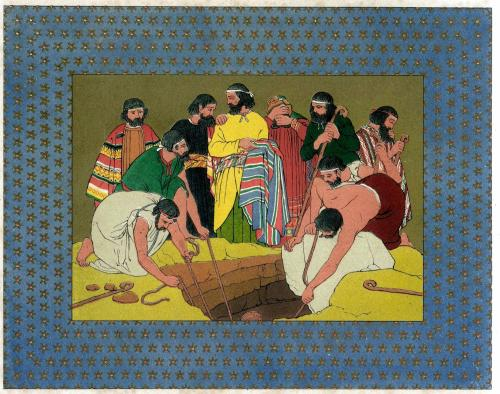
José es arrojado en la fosa.

El padre de José, Jacob (también llamado Israel), lo favoreció y le dio a José la túnica como un regalo; como resultado, fue envidiado por sus hermanos, quienes vieron la túnica especial como una indicación de que José asumiría el liderazgo de la familia. La sospecha de sus hermanos creció cuando José les contó sus dos sueños (Génesis 37:11) en los que todos los hermanos se inclinaban ante él. La narración cuenta que sus hermanos conspiraron contra él cuando tenía 17 años, y que lo habrían matado si no hubiera intervenido el hermano mayor Rubén. A cambio, los persuadió para que arrojaran a José a una fosa y planeó en secreto rescatarlo más tarde. Sin embargo, mientras Rubén estaba ausente, los otros planeaban venderlo a una compañía de mercaderes. Cuando llegaron los madianitas, los hermanos arrastraron a José y lo vendieron a los mercaderes por 20 piezas de plata. Entonces, los hermanos mancharon la túnica de José con sangre de cabra y se lo mostraron a su padre, diciendo que José había sido desgarrado por las bestias salvajes.

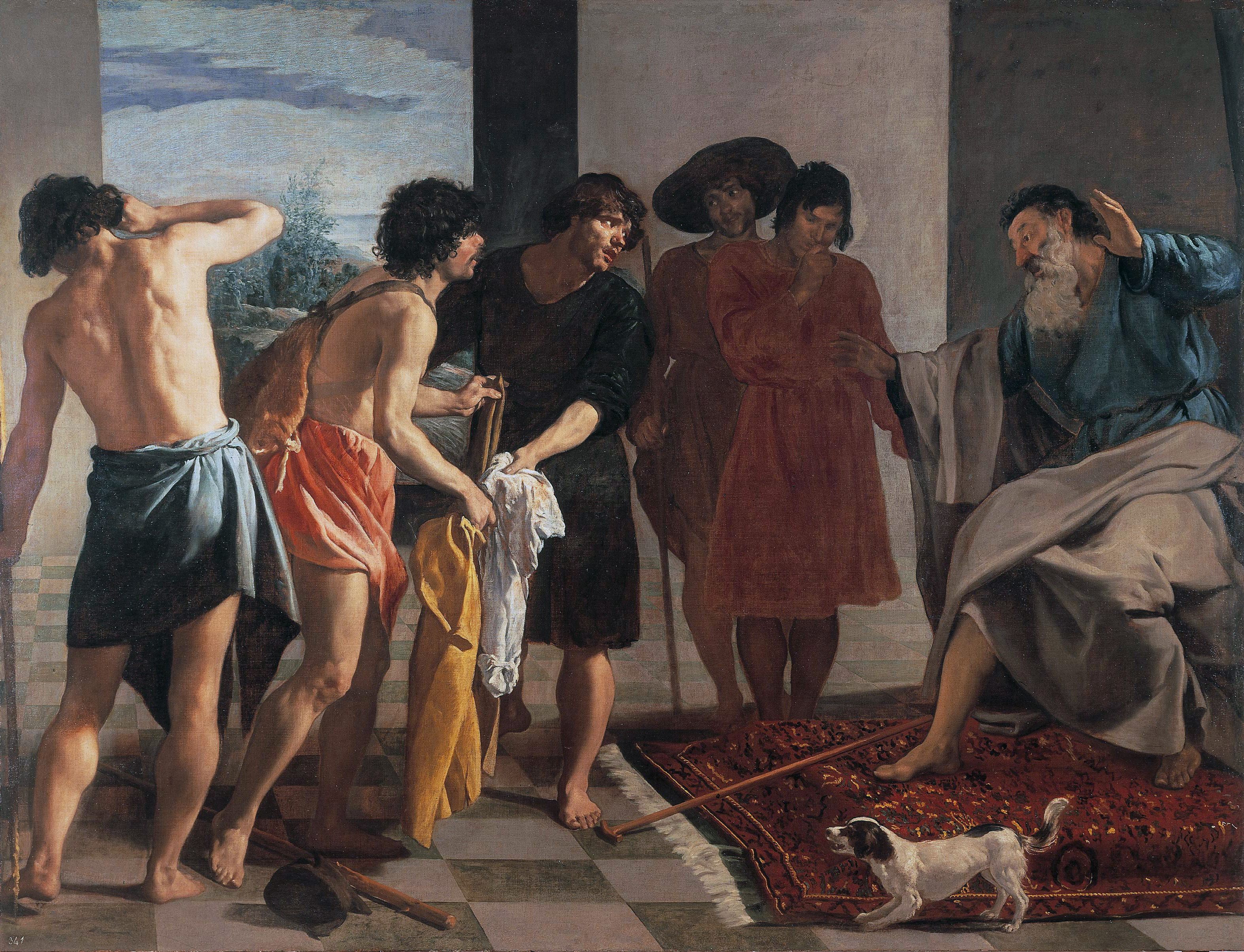
La túnica de José, por Diego Velázquez (1630), muestra a los hermanos de José trayendo la túnica a su padre Jacob y pidiéndole que lo identifique.

La envidia de sus hermanos puede haber surgido del hecho de que José era el hijo de Raquel, el primer amor de Jacob. Sin embargo, los hermanos de José eran los hijos de la hermana mayor de Raquel, Lea, e hijos de las sierva, que fueron dados a Jacob durante un tiempo en que Raquel no podía concebir. Hubo una batalla entre Lea y Raquel para competir por la atención de Jacob. Jacob le había dicho a José, cuando tenía diecisiete años, que fuera a ver a sus hermanos. José informaría a su padre de sus malas acciones. Además de esto, comparte sus sueños de que se inclinen ante él, con lo que la ira de sus hermanos aumentó.

## En la cultura
- La túnica aparece en el musical José y su Sorprendente Manto de Sueños en Tecnicolor.
- En 1997, en la novela de Anita Diamant The Red Tent, Dinah menciona que Rachel está haciendo una prenda colorida para su hijo José; ella también menciona que lo convertirá en el blanco de las burlas de sus hermanos.
- En el videojuego Castlevania: Symphony of the Night para PS1, se puede encontrar una túnica llamada «Joseph's cloak» en la localización estadounidense del juego. También presenta colores ajustables en la pantalla de equipamiento del juego como referencia adicional de la Biblia.
- La historia se menciona en la canción de Dolly Parton en 1971: Coat of Many Colors.
- En El señor de los Anillos, el mago Saruman renuncia a su condición de «Saruman el blanco» a favor del título «Saruman de muchos colores» cuando anuncia su lealtad con Sauron.